# El Rabón
El Rabón é uma comuna da província de Santa Fé, na Argentina.